# Eschenborn
Eschenborn war eine Kleinsiedlung nördlich von Eisenach im heutigen Gebiet der Stadt Amt Creuzburg im Wartburgkreis in Thüringen.
Koordinaten: 51° 4′ 10,4″ N, 10° 15′ 19″ O

## Lage
Die Kleinsiedlung befand sich östlich von Creuzburg und südlich von Ebenau auf dem Mihlberg. Die Größe der Flur betrug 141,2 ha, davon Höfe und Gärten 1,8 ha, Wiesen  0,1 ha, Ackerfläche 82,3 ha, Wald 19,0 ha, Teiche, Bäche und Flüsse  0,0 ha, auf Wege, Triften, Ödland und Obstbauplantagen entfielen 37,9 ha.

## Geschichte
1758 pachtete der Landwirt und Leineweber zu Ifta bei Eisenach, Johannes Reinhard, das Gut Eschenborn vom Magistrat in Creuzburg. Später kaufte er das Gut und übergab es seinem Sohn Karl Reinhard und seiner Schwiegertochter Karoline, geb. Bender, als Familiengut.
1879 bestand Eschenborn aus einem Wohnhaus mit 14 Einwohnern. Auf Grund einer Verwaltungsreform wurden 1922 die Ortschaften Ebenau, Buchenau, Eschenborn, Mihlberg und Hahnroda nach Creuzburg eingemeindet. 1925 wurde dies in Teilen rückgängig gemacht und die Gemeinde Buchenau zu einer eigenständigen Gemeinde mit den Ortsteilen Ebenau, Eschenborn, Mihlberg und Hahnroda aufgewertet. Diese Gebietsstruktur hatte bis 1962 Bestand, als Ebenau, Eschenborn und Mihlberg erneut nach Creuzburg umgemeindet wurden. Wenige Monate später wurden die Kleinsiedlungen Eschenborn und Mihlberg im Zuge der verschärften DDR-Grenzsicherung unter der „Aktion Kornblume“ geräumt und die Häuser bis 1964 abgebrochen. Anm. dazu: bis 1975 lag die Stadt Creuzburg im Grenzsperrbezirk der damaligen DDR.